# George Tabori

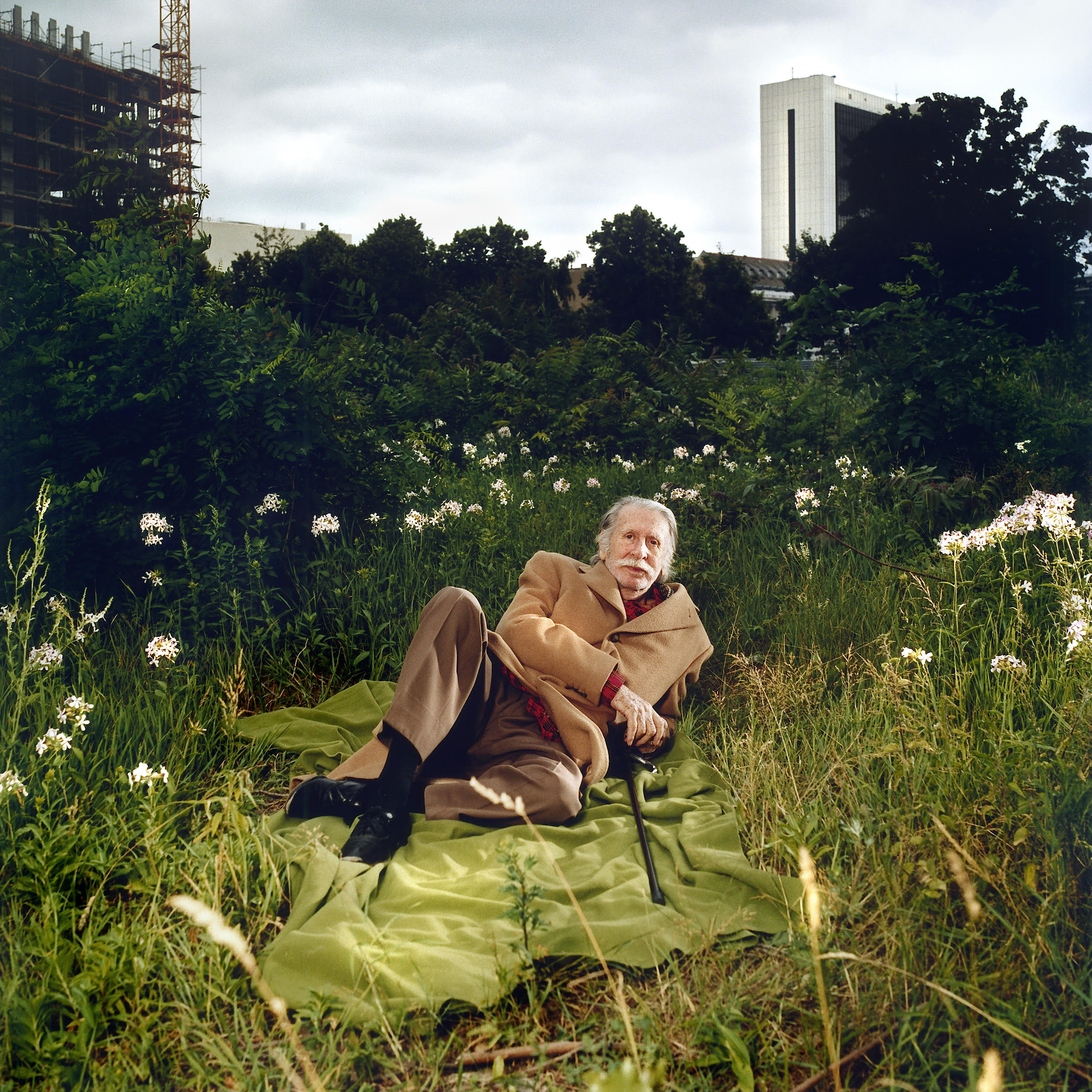
George Tabori in Berlin-Mitte vor dem IHZ, Foto Oliver Mark, 2003

George Tabori, geboren als György Tábori, (* 24. Mai 1914 in Budapest, Österreich-Ungarn; † 23. Juli 2007 in Berlin, Deutschland) war ein britischer Drehbuchautor, Schauspieler, Sprecher, Schriftsteller, Übersetzer, Dramatiker und Theaterregisseur. Den Begriff „Regisseur“ lehnte er für sich als zu autoritär ab und bezeichnete sich stattdessen als „Spielmacher“. Tabori wurde aufgrund seiner angenehmen Arbeitsweise vom Großteil seiner Schauspieler sehr geschätzt. In seinen Theaterstücken setzte er dem Grauen von Rassismus und Massenmord oft schwarzen Humor und absurde Komik entgegen. In den USA arbeitete er als Drehbuchautor unter anderem mit Alfred Hitchcock und Bertolt Brecht zusammen. 1971 kehrte er nach Mitteleuropa zurück. Dort erreichte er ab 1986 in Wien (Der Kreis, Burgtheater) und ab 1999 in Berlin beim Berliner Ensemble den Höhepunkt seiner Theaterkunst. Viele Theaterfreunde schätzten den in seinen letzten Jahren „dienstältesten Theatermacher der Welt“ als den inoffiziellen „Theaterkönig“.

## Leben

### Jugendzeit
Tabori wurde als zweiter Sohn des linksorientierten Journalisten, Schriftstellers und Hobbyhistorikers Cornelius Tábori (1879–1944) und dessen Ehefrau Elsa (1889–1963) in Budapest (Josephstraße 16) geboren. Sein Vater war Mitglied des „Galileo-Kreises“, dem auch Georg Lukács angehörte. Da seine Mutter Tochter eines österreichischen Kurarztes war, wuchs Tabori zweisprachig auf. Bis zum Alter von sieben Jahren erzogen ihn seine Eltern als Katholik unter Katholiken und klärten ihn erst danach auf, dass er von Juden abstammte. Da sein Vater der Ansicht war, dass es in Ungarn mehr Schreibende als Lesende gäbe, sollte sein Sohn George trotz erkennbarer Begabung einer soliden Form des Gelderwerbs nachgehen. Im Oktober 1932, nach der Matura, fuhr der Vater mit seinem Sohn nach Berlin. Dort begann George Tabori ein halbes Jahr lang eine Hotelfachlehre, zuerst im Hotel Adlon und dann im Hotel Hessler in der Kantstraße in Berlin-Charlottenburg. Als sich ein Kellner über den jüdischen Kollegen beschwerte, wurde nicht Tabori, sondern der Kellner vom Geschäftsführer entlassen. Dennoch sah er wegen seiner jüdischen Herkunft 1933 die Notwendigkeit, Deutschland zu verlassen. Zunächst ging er zurück nach Budapest und studierte an der Universität, 1935 emigrierte er nach London zu seinem älteren Bruder Paul (1908–1974), wo er wie sein Vater nun doch als Journalist und Übersetzer arbeitete. Zwischen 1941 und 1943 ging er als Auslandskorrespondent nach Sofia und Istanbul, mit Abstechern nach Palästina und Ägypten. Später zählte Tabori diesen Lebensabschnitt zu seinen glücklichsten.

### Zweiter Weltkrieg
Während des Zweiten Weltkriegs erhielt Tabori 1941 die britische Staatsbürgerschaft. Er arbeitete von da ab bis 1943 als Kriegsberichterstatter und nebenbei auch als Offizier des Nachrichtendienstes der britischen Armee im Nahen Osten. Dazu musste er in Istanbul einen Selbstmord mit Abschiedsbrief vortäuschen und nahm den Tarnnamen First Lieutenant George Turner an. Zwar bat er seine Eltern telefonisch von Istanbul aus um deren Ausreise, doch konnte er sie nicht zur Emigration bewegen. Sein Vater starb 1944 in Auschwitz, seine Mutter Elsa konnte durch einen unwahrscheinlichen Glücksfall der Deportation nach Auschwitz entkommen. Davon handelt seine später verfilmte Erzählung «Mutters Courage». Auch sein Bruder Paul konnte den Verfolgungen entkommen: Er wurde Autor und leitete im britischen P.E.N.-Club die Abteilung für Exilschriftsteller; 1974 starb er in London-Kensington an einem Herzinfarkt. 1943 kehrte George Tabori wieder nach London zurück und blieb dort bis 1947, nun konnte er auch bei der BBC als Übersetzer und Journalist arbeiten. In dieser Zeit entstand sein erster Roman „Beneath the stone“ (1943), weitere Romane folgten.

### Amerika
Eine Literaturagentin von MGM konnte ihn in London nach anfänglichem Zögern als Drehbuchautoren engagieren. 1947 reiste er in die USA mit der anfänglichen Absicht, nur für drei Monate zu bleiben. Doch daraus sollten über zwanzig Jahre werden. Zunächst lebte und arbeitete Tabori in Hollywood als Drehbuchautor und knüpfte vor allem Kontakte zu deutschen Exilanten wie Bertolt Brecht, Thomas Mann, Lion Feuchtwanger und anderen.
Bei einer Theaterprobe 1947 in New York, wo Charles Laughton Brechts Leben des Galilei nach der Premiere in Los Angeles erneut geprobt hatte, bot er spontan dem verzweifelten, des Deutschen nicht mächtigen Laughton an, das Stück ins Englische zu übersetzen. Er änderte nur vier Textstellen und hörte von da an auf, Romane zu schreiben, um an Stelle dessen Theater zu machen. Diese zunächst indirekte Begegnung mit Brecht brachte Tabori zum Theater. Es wurde ein Theaterleben, bei dem das brechtsche Verständnis von Theater auch Taboris Auffassung entscheidend prägen sollte.
Von 1948 bis zu seinem Weggang aus Hollywood 1950 wohnte er in Santa Monica im Domizil von Salka Viertel, die an europäische Exilanten Zimmer vermietete. Unter einem Dach wohnte und traf sich dort zeitweise die Elite der europäischen Intelligenz wie etwa Charles Laughton, Aldous Huxley, Christopher Isherwood, Arnold Schönberg, Theodor W. Adorno, Heinrich Mann und die Familien von Bertolt Brecht und Thomas Mann. Tabori lernte neben ihnen auch noch die Familie Charlie Chaplins sowie Greta Garbo kennen, die seine Geliebte wurde. Später äußerte er über diese Zeit: „Stell dir vor, du lebst in einem Haus, und jeden Sonntag kommen Büchner, Kafka, Flaubert, Mahler und so weiter zu Besuch …“
Neben seiner Theaterarbeit schrieb er auch Drehbücher für Alfred Hitchcock, Joseph Losey und Anatole Litvak. Die Zusammenarbeit mit Hitchcock war ihm wegen dessen großer Genauigkeit eine Qual trotz angenehmer Begleitumstände. „Hitch“ habe es ihm nie verziehen, dass er danach seines Weges zog. Auch Tabori machte sich „unamerikanischer Aktivitäten“ verdächtig und gelangte 1952 während der McCarthy-Ära auf die „Schwarze Liste“. Das hatte er seinem Freund Elia Kazan zu verdanken, worauf sie sich fünf Jahre lang nicht mehr sprachen. Wie viele andere Intellektuelle zog es ihn auch wegen des McCarthyismus ins weltoffene New York, wo er mit Viveca Lindfors und ihren drei Kindern John, Kristoffer und Lena ein vierstöckiges Haus in der Upper East Side bezog. Über seine Frau lernte er unter anderem Lee Strasberg kennen und arbeitete später in dessen Actors Studio mit. Daneben übersetzte er auch Werke von Bertolt Brecht und Max Frisch. In New York trafen sich Kazan und Tabori zufällig wieder, doch sollte es nicht mehr zu einer Zusammenarbeit kommen. Tabori bekannte, viel von Kazan gelernt zu haben, insbesondere seine freundliche Einstellung zu den Schauspielern. 1955 führte er selbst zum ersten Male im Theater die Regie in dem Stück Fräulein Julie von August Strindberg mit seiner zweiten Ehefrau Viveca Lindfors in der Hauptrolle. „Die meisten Sachen, die da zu sehen sind, kommen von den Schauspielern. Ich habe auf ihre Einfälle nur reagiert.“ Tabori machte sich seitdem für seine Theaterproben zu eigen, stets nur das Positive der jeweiligen Schauspielerdarstellungen hervorzuheben.
1966 gründete er mit seiner Frau Viveca die freie Theatergruppe The Strolling Players und machte damit mehrere Tourneen. In der Gruppe setzte er die beim Actors Studio eingesetzten psychologischen Methoden fort und machte dazu auch gestalttherapeutische Körperarbeit. Später, 1982 in Bremen, wird er im Stück «Sigmunds Freude» die Protokolle eines Seminars vom Begründer der Gestalttherapie, Fritz Perls, zum Gegenstand einer Inszenierung machen.
Seit Ende der 1940er-Jahre wurde über Tabori eine FBI-Akte geführt, die erst 2014 mit geschwärzten Stellen zur Einsicht freigegeben wurde. Der US-Inlandsgeheimdienst FBI beschränkte sich nicht nur auf seine Observation, sondern machte auch mehrere Durchsuchungen und Befragungen in der Wohnung der Taboris. Neben seinen Kontakten zu linksorientierten Exilanten, seinem Engagement für die Friedensbewegung und für die schwarze und studentische Bürgerrechtsbewegung war dem FBI auch Taboris Tätigkeit für das Actors Studio verdächtig.

### Europa
1968 kam Tabori erstmals in die Deutsche Demokratische Republik zu Besuch, da er anlässlich des 70. Geburtstag Bert Brechts zu einem einwöchigen Kolloquium „Brecht-Dialog“ in Ost-Berlin von Helene Weigel eingeladen worden war. Dort lernte er unter anderem den Schauspieler Manfred Karge kennen, ihre enge Freundschaft dauerte bis zu Taboris Tod an. Ein Jahr später lud ihn die deutsche Bühnenverlegerin Maria Sommer ein, bei der Werkstatt des West-Berliner Schillertheaters sein Auschwitz-Stück „Die Kannibalen“ zu inszenieren. Freunde in New York warnten ihn vor einer Rückkehr und auch er hegte große Befürchtungen. Vorsorglich ließ er sich bei der Premiere ein Fluchtauto vor dem Theater bereitstellen, um möglichen Übergriffen bei einem Theaterskandal entkommen zu können. Sein Stück, mit Michael Degen in der Hauptrolle und mit seinem Schwiegersohn Martin Fried vom Actors Studio als Co-Regisseur, machte jedoch einen großen Eindruck: „Ein zaghafter Buh-Ruf in der Pause, donnernder Applaus am Ende“, wie ein Kritiker berichtete.

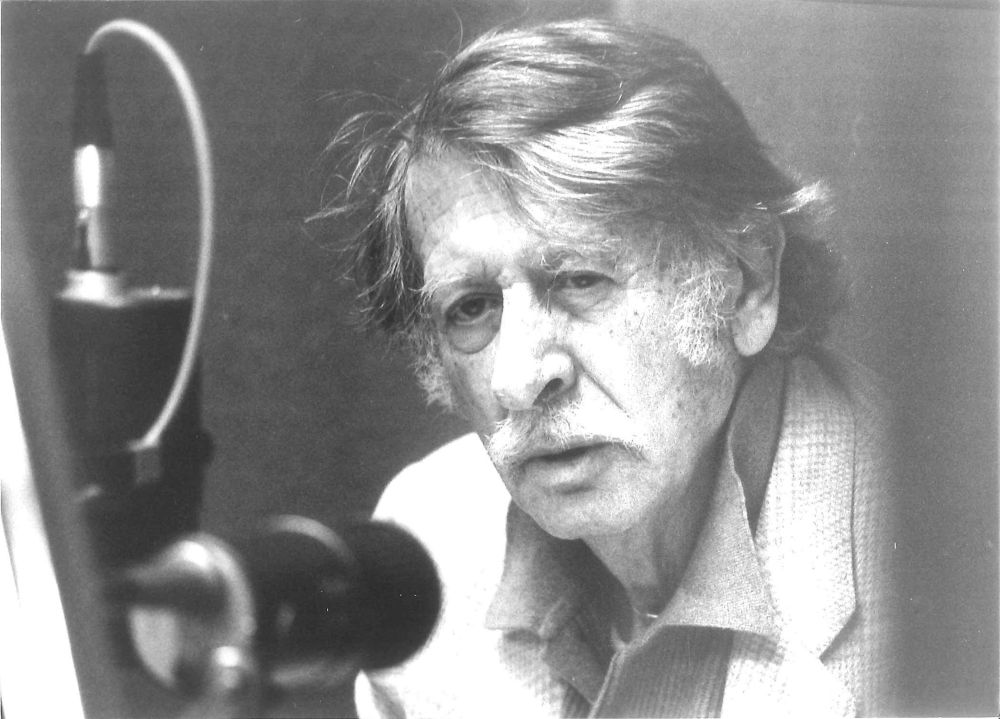
George Tabori (um 1985)

Schließlich übersiedelte er 1971 ganz nach Deutschland aufgrund eines DAAD-Stipendiums, das ihm wiederum Maria Sommer vermittelt hatte. Zugleich war es auch die als Befreiung empfundene Trennung von seiner Frau. Sommer wurde nun seine Agentin und handelte für ihn ein Engagement in Bremen aus. Anfang 1972 leitete er übergangsweise das Tübinger Zimmertheater. 1975 gründete er das „Bremer Theaterlabor“ und leitete es bis 1978. Für die Dramatisierung von Franz Kafkas Erzählung Ein Hungerkünstler experimentierte das Ensemble auch mit 40-tägigem Fasten unter Aufsicht eines Arztes. Da jedoch der Bremer Kultursenator Horst Werner Franke keine „Seelenkotze“ mehr sehen wollte und die Darsteller sich ihrer künstlerischen Freiheit beraubt sahen, wurden die Verträge fast aller Beschäftigten nicht verlängert, darunter auch Andrea Breth und der Choreograf Johann Kresnik.
Danach zog er nach München um, wo er mit seiner Truppe an den Kammerspielen u. a. theaterhistorisch relevante Inszenierungen von Becketts Warten auf Godot und Euripides’ Medea (unter dem Titel „M“) vorlegte.
Seine erste Oper inszenierte er 1986 an der Kammeroper in Wien (Der Bajazzo von Leoncavallo). Von 1987 bis 1990 leitete er in Wien (Porzellangasse) das Theater Der Kreis, das seiner Maxime, lieber „in Katakomben als in Kathedralen“ zu arbeiten, weitestgehend entsprach. Das Modell scheiterte jedoch bald an mangelnder Organisation. Tabori wechselte daraufhin an das von Claus Peymann geleitete Burgtheater, wo er den eigentlichen Höhepunkt seiner Karriere erlebte. Hier erfolgte fast jedes Jahr eine Uraufführung. Seine Inszenierung von Shakespeares Othello in der gerühmten Besetzung Gert Voss (Othello) und Ignaz Kirchner (Jago) setzte Maßstäbe. Nicht minder berühmt wurden Taboris eigene Stücke Mein Kampf, Goldberg Variationen, Requiem für einen Spion, Weisman und Rotgesicht oder Ballade vom Wiener Schnitzel, die sich in satirischer Form mit Taboris jüdischer Herkunft auseinandersetzen und in der Regie des Autors triumphal am Akademietheater, dem kleinen Haus des Burgtheaters, herauskamen. 1997 inszenierte er Elfriede Jelineks Stecken, Stab und Stangl am Burgtheater, eigens zu diesem Anlass hob Jelinek ihr Aufführungsverbot ihrer Stücke an österreichischen Bühnen auf.
Seit 1999 arbeitete er am Berliner Ensemble, da ihm Peymanns Nachfolger Klaus Bachler zu spät ein Angebot unterbreitete. Oft bedauerte Tabori seinen Weggang aus Wien, das er wegen der Liebe des Publikums und der Nähe zu Ungarn vermisste. Im Oktober 2006 wurde er in Österreich mit dem „Großen Goldenen Ehrenzeichen mit Stern“ durch Bundespräsident Heinz Fischer ausgezeichnet.

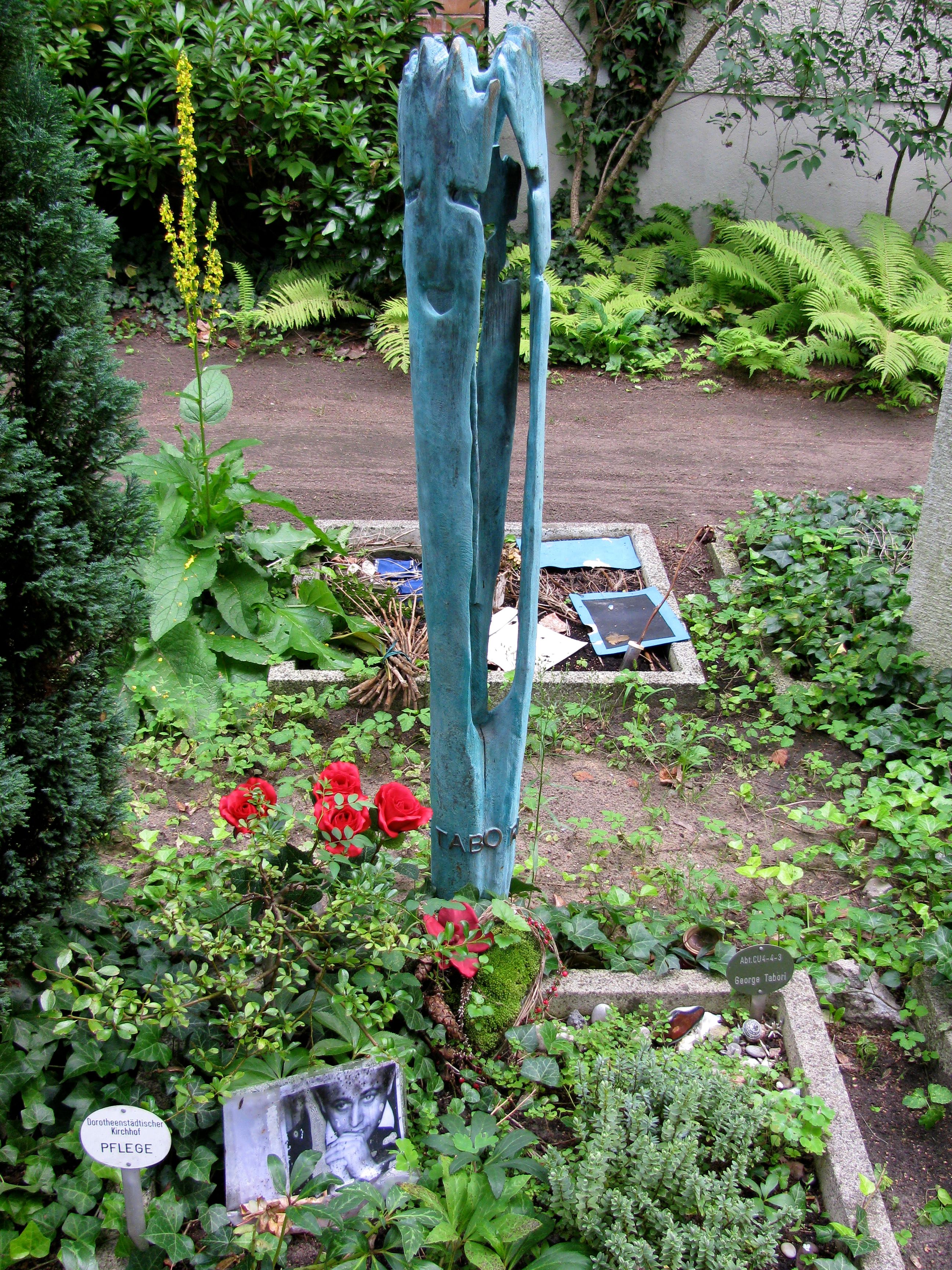
Grab von George Tabori in Berlin, Dorotheenstädtischer Friedhof

Er starb im Alter von 93 Jahren. Nach seinem Tod am 23. Juli 2007 wurde er am 21. August in einer Urnen-Beisetzung auf dem Dorotheenstädtischen Friedhof in Berlin im Beisein u. a. der Intendanten des Wiener Burgtheaters und des Berliner Ensembles bestattet. In einer Trauerfeier ohne Reden, wie es sich Tabori erbeten hatte, verabschiedete sich am 27. August 2007 das Berliner Ensemble mit Weggefährten Taboris von seinem Doyen. In der Mitte der Bühne war noch einmal sein Sessel mit seinen Utensilien Spazierstock, Schal und Mütze postiert, dahinter öffnete sich ein Halbrund von zwei Dutzend Freunden, die zu seinem Gedenken Taus seinen Texten lasen. Drei Jahre nach seinem Tod, im Jahr 2010, wurden je eine Gedenktafel an der Wand seiner letzten Wohnung, Schiffbauerdamm 6-7 (siehe Foto), an seinem Geburtshaus in Budapest (VIII. kerület [8. Bezirk], Krúdy Gyula utca 16-18 [Krúdy-Straße 16-18]) und am Schauspielhaus Wien angebracht. Sie sind ein Werk des in Berlin lebenden ungarischen Bildhauers und Malers Mátyás Varga, einem Sohn von Imre Varga.
Im Jahr 2019 wurde in Wien-Floridsdorf (21. Bezirk) der George-Tabori-Weg nach ihm benannt.

### Familie
Viermal war Tabori verheiratet, „was für mein Alter nicht besonders viel ist.“ In Jerusalem vermählte er sich 1942 mit der Emigrantin Hannah Freund aus Darmstadt, 1951 trennte sich das Paar. Zwischenzeitlich hatte er eine Liebesbeziehung mit Greta Garbo. Seine zweite Ehe führte er mit der schwedischen Schauspielerin Viveca Lindfors von 1954 bis 1972. Die Trennung erfolgte nach Angaben Taboris wegen seiner Theaterarbeit in Berlin. Lindfors und die drei Stiefkinder John, Kristoffer und Lena blieben in New York.
1976 heirateten George Tabori und Ursula Grützmacher. Zu diesem Zeitpunkt wohnte und arbeitete er bereits seit einem Jahr in Bremen. 1978 zog er nach München. 1984 trennte sich das Paar.
Am 12. Januar 1985 heirateten George Tabori und die Schauspielerin Ursula Höpfner im alten Gasthof Bierbichler am Starnberger See, Trauzeuge war Hans Magnus Enzensberger. Tabori gab an, er habe sie am meisten von allen Menschen in seinem Leben geliebt.

## Zitate
„Was ich immer erzählen muss, immer sagen muss: dass ich keine Heimat habe, dass ich ein Fremder bin, und das meine ich nicht pathetisch, sondern als gute Sache. Weil ein Schriftsteller, nach meinem Geschmack, muss ein Fremder sein.“

„Für mich ist Brecht noch immer der größte deutsche Schriftsteller und Theatermacher Deutschlands – besser als Schiller, besser als Goethe. Er hat so etwas Subversives, aber das ist nur meine Meinung. […] Was ich von Brecht gelernt habe – zwar hat er es nie so formuliert –, dass es im Theater nie um Perfektion geht, denn das Theater sollte sein und ist auch wie das Leben: eben nicht perfekt.“

„Vor 200 Jahren gab es keine Regisseure, den ‚Regisseur‘ hat ein Deutscher erfunden. Ich habe auch das Wort ‚Regie‘ nicht gerne. Das erinnert mich an ‚Regime‘. Und das hat mit Theater nichts zu tun.
Sie bevorzugen das Wort ‚Spielmacher‘. – Ja.“

„Wenn er Regie führte, war es wie ein Ausflug, kein Vormarsch. Er befahl nicht, er hörte zu. Er hatte keine Ideen, er besaß Muße und Geduld. Man könnte sagen, er ließ seine Schauspieler allein, aber er tat es so, dass ihr schlimmstes und gefahrvollstes und peinigendstes Empfinden, ungeschützt zu sein, ein Gefühl großer Freiheit wurde. Tabori entfernte durch Güte, Interesse und raffinierteste Bescheidenheit alles aus den Proben, was die Welt unfreundlich macht: Ehrgeiz, Drang nach Perfektion, Unanfechtbarkeit, Besserwissen, Angestrengtheit, Aufwendigkeit, Lautstärke, Brillanz, Nachtragenheit, Kopflastigkeit, Verstiegenheit, Einseitigkeit, Grundsätzlichkeit, Resultatswillen.“

„All seine biografischen Adern fließen zusammen: ungarische Nonchalance, angelsächsischer Humor, amerikanische Leichtfüßigkeit, jüdische Chuzpe und mitteleuropäischer Tiefsinn. […] Und er verband die seltene Einheit von Stückeschreiber, Regisseur, Theaterleiter und, gelegentlich, Schauspieler. Ein Nachkomme Molières.“

„Tabori ist ‚ein Mensch, an den sich jeder irgendwo andocken will.‘ [...] Einer, zu dem man gehören möchte, sobald man ihn sieht.“

„Lässig, elegant, ironisch, rauchend, gebildet, gescheit – und Frauenverehrer.“

„Der kürzeste deutsche Witz ist Auschwitz.“

Weitere Zitate beim ZDF-Kulturmagazin aspekte.

## Wichtige Werke (Theaterstücke)
George Tabori hat knapp 30 Theaterstücke geschrieben, viele davon beschäftigen sich auf eine grell-brutale, komische Weise mit dem Tod und konfrontieren die Realität mit einem absurden Surrealismus.
- The Niggerlovers (Diptychon, 1967)
- The Cannibals (1968, UA: Theater at St. Clement’s Church[33]; dt. Die Kannibalen, 1969, Werkstatt des Schillertheaters, über hungernde Häftlinge im KZ Auschwitz)
- Pinkville (1971; amerikanischer Name von My Lai)
- Sigmunds Freude (1975)
- Talk Show (1976)
- Abendschau (1979)
- Mutters Courage (1979)
- Jubiläum (1983)
- Peepshow – ein Rückblick (1984)[34]
- Schuldig geboren (1987)
- Mein Kampf (1987)
- Weisman und Rotgesicht (1990)
- Der Babylon-Blues (1991)
- Goldberg-Variationen (1991)
- Requiem für einen Spion (1993)
- Die 25. Stunde (1994)
- Die Massenmörderin und ihre Freunde (1995)
- Die Ballade vom Wiener Schnitzel (1996)
- Letzte Nacht im September (1997)
- Die Brecht-Akte (1999)
- Frühzeitiges Ableben (2001)[35]
- Das Erdbeben-Concerto (2002)
- Gesegnete Mahlzeit (2007)

## Wichtige Inszenierungen eigener Werke
Alle Theaterstücke (bis auf „Kannibalen“ und „Pinkville“) wurden von Ursula Grützmacher-Tabori übersetzt.
- Die Kannibalen (Europäische Erstaufführung: 13. Dezember 1969, Werkstatt des Schiller-Theaters, Berlin; Regie: George Tabori und Martin Fried; Übersetzung: Peter Sandberg)
- Mutters Courage (Uraufführung: 17. Mai 1979, Kammerspiele München; Übersetzung: Ursula Grützmacher-Tabori)
- Der Voyeur (Uraufführung: 15. Mai 1982, Spiegelzelt, Berliner Festwochen)
- Jubiläum (Uraufführung: 31. Januar 1983, Schauspielhaus, Bochum)
- Mein Kampf. Farce (Uraufführung: 6. Mai 1987, Akademietheater in Wien)
- Schuldig geboren (nach Interviews von Peter Sichrovsky; Uraufführung 19. September 1987, Theater Der Kreis, Wien)
- Masada (nach „Der Jüdische Krieg“ von Flavius Josephus; Uraufführung: 25. Oktober 1988, Steirischer Herbst, Graz; ab dem 7. November 1988 im Theater Der Kreis, Wien; Bearbeitung von George Tabori und Ursula Voss)
- Weisman und Rotgesicht. Ein jüdischer Western (Uraufführung: 23. März 1990, Akademietheater Wien)
- Goldberg-Variationen (Uraufführung: 22. Juni 1991, Akademietheater, Wien)
- Nathans Tod (Uraufführung: 14. November 1991, Wolfenbüttel)
- Requiem für einen Spion (Uraufführung: 17. Juni 1993, Akademietheater Wien; Übersetzung)
- Die Massenmörderin und ihre Freunde (Uraufführung: 11. Juni 1995, Akademietheater Wien)
- Die Ballade vom Wiener Schnitzel (Uraufführung: 29. März 1996, Akademietheater Wien)
- Das Erdbeben-Concerto (Uraufführung: 2002, Berliner Ensemble)
- Gesegnete Mahlzeit (Uraufführung: 10. Mai 2007, Ruhrfestspiele Recklinghausen; Premiere beim Berliner Ensemble am 15. Mai 2007)

## Publikationen
„Aber alle meine Texte erzählen eine Begegnung zwischen zwei Männern. Das ist mir erst jetzt klar. Das hat etwas mit meinem Leben zu tun.“

- 1945: Beneath the stone (the scorpion). Roman. Houghton Mifflin, Boston u. a., 225 S.

wiederveröffentlicht unter: Das Opfer. Roman. Hrsg. und mit einem Nachwort von Wend Kässens. Aus dem Englischen von Ursula Grützmacher-Tabori (Beneath the stone the scorpion). Steidl, Göttingen 2004, 284 S, ISBN 3-88243-988-2.
- 1959: Die Reise. Roman. (The journey). Übersetzt von Inge Marten. Zettner, Würzburg, Wien, 178 S., 8 Bildtafeln; 1959 verfilmt.
- 1980: Besprechung am ersten Probentag, in: Materialien zu Samuel Beckett »Der Verwaiser«, zusammengestellt von Manuel Lichtwitz, Suhrkamp, Frankfurt am Main, S. 129–139.
- 1981: Unterammergau oder Die guten Deutschen, Suhrkamp, Frankfurt am Main, 206 S.; ISBN 3-518-11118-3.
- 1986: Meine Kämpfe. Hanser, München, 160 S., ISBN 978-3-446-14393-7.
- 2002: Autodafé. Erinnerungen. Aus dem Amerikanischen von Ursula Grützmacher-Tabori. Wagenbach, Berlin, 95 S., ISBN 3-8031-3174-X.

– Rezension, Deutschlandfunk, 23. Oktober 2002, FR und Zeit (Memento vom 14. September 2016 im Internet Archive).
– Autodafé. Der Autor erzählt aus seinem Leben. Wagenbach, Berlin, Audio-CD, ca. 70 Min., ISBN 3-8031-4073-0.
- 2003: Son of a bitch. Roman eines Stadtneurotikers. Aus dem amerikanischen Englisch von Ursula Grützmacher-Tabori. Berlin, Wagenbach, 91 S., ISBN 3-8031-2482-4.
- 2003: Ich versteh' nix Deutsch. Ein Manuskript. Zum 89. Geburtstag von George Tabori anlässlich der Festveranstaltung am 18. Mai 2003 in der Akademie der Künste zu Berlin. Hrsg. von Andrea Welker. Verlag Bibliothek der Provinz, Edition München, Weitra, 26 S., geb., ISBN 3-901862-10-2.
- 2004: Ein guter Mord. Roman. Aus dem Englischen von Ursula Grützmacher-Tabori. Steidl, Göttingen, 216 S., ISBN 3-86521-114-3.
- 2004: Gefährten zur linken Hand. Roman. Aus dem Englischen von Ursula Grützmacher-Tabori. Hrsg. und mit einem Nachwort von Wend Kässens. Steidl, Göttingen, 331 S, ISBN 3-88243-992-0.
- 2004: Tod in Port Aarif. Roman. Hrsg. und mit Nachwort von Wend Kässens. Aus dem Englischen übersetzt von Ursula Grützmacher-Tabori. Steidl, Göttingen, 341 S., ISBN 3-88243-990-4.
- 2004: Der Spielmacher. Gespräche mit George Tabori. Hrsg. und mit einem Vorwort von Wend Kässens. Wagenbach, Berlin, 158 S., Ill., ISBN 3-8031-3613-X.
- 2004: Exodos. Fortgesetzte Erinnerungen. Wagenbach, Berlin, 96 S.
- 2007: Bett & Bühne. Über das Theater und das Leben. Herausgegeben von Maria Sommer. Wagenbach, Berlin, gebunden, ISBN 978-3-8031-3623-7.
- 2009: Gefährten zur linken Hand. Steidl, Göttingen, 336 S., ISBN 978-3-86521-892-6.
- 2010: Meine Kämpfe. Übersetzt von Ursula Grützmacher-Tabori. Wagenbach, Berlin, 160 S., ISBN 978-3-8031-2449-4.
- 2014: Autodafé und Exodus. Übersetzt von Ursula Grützmacher-Tabori. Wagenbach, Berlin, 154 S., ISBN 978-3-8031-3257-4.

## Filme
Drehbuch
- 1950: Hexenkessel (Crisis)
- 1953: Donner in Fern-Ost (Thunder in the East)
- 1953: Ich beichte (I Confess)
- 1959: Die Reise (The Journey)
- 1962: Geschlossene Gesellschaft (No Exit)
- 1968: Die Frau aus dem Nichts (Secret Ceremony)
- 1970: Kannibalen (Fernsehfilm)
- 1981: Frohes Fest – Buch und Regie

Literarische Vorlage
- 1954: Die jungen Liebenden (The Young Lovers) – auch Drehbuch – Regie: Anthony Asquith
- 1995: Mutters Courage
- 2009: Mein Kampf – Regie: Urs Odermatt

Darsteller
- 1986: Tarot
- 1988: Der Passagier – Welcome to Germany
- 1993: Auf Wiedersehen Amerika

Dokumentationen
- 1989: „Es ist ein Welttheater, jedes Leben“. George Tabori in Wien. Dokumentation, Bundesrepublik Deutschland, Buch und Regie: Ottokar Runze, Video-Ausschnitt, 5:17 Min.
- 1991: Zeugen des Jahrhunderts. George Tabori im Gespräch mit Peter von Becker, Produktion: ZDF
- 1992: Wortwechsel. Die Wunde erkennt immer das Messer. Martin-Jochen Schulz interviewt George Tabori. 43 Min., Produktion: Südwestfunk
- 1994: Tabori in Auschwitz. Dokumentarfilm, 27 Min., Regie und Buch: Günter Schilhan, mit George Tabori, Musik: Max Bruch, John Williams, Produktion: Thomas Meczner, Österreichisches Fernsehen, 3sat
- 1996: Humor als Weisheit der Seele. Der Regisseur George Tabori. Dokumentation, Deutschland, ein Film von Dietmar N. Schmidt, Inhaltsangabe des ZDF, (Memento vom 21. Juni 2007 im Internet Archive).
- 1999: Tabori – Theater ist Leben. Filmportrait, 43 Min., Regie und Buch: Michael Verhoeven, Musik: Stanley Warden, Produktion: WDR, Erstausstrahlung: 6. Mai 1999, Inhaltsangabe des WDR, (Memento vom 8. März 2001 im Internet Archive).
- 2004: George Tabori zum 90. Geburtstag. Eine Hommage aus dem Berliner Ensemble. Dokumentation, 2004, Inhaltsangabe (Memento vom 27. September 2007 im Webarchiv archive.today) im ZDFtheaterkanal.
- 2006: George Tabori. Der Schriftsteller als Fremder. Reportage, 44 Min., Regie: Eberhard Görner, Produktion: ORF
- 2014: Der Spielmacher – George Tabori in Amerika. Dokumentarfilm, Deutschland, 2014, 45 Min., Buch: Thomas von Steinaecker, Regie: Norbert Busè, Produktion: studio.tv.film, ZDF, 3sat, Erstsendung: 24. Mai 2014 bei 3sat, Inhaltsangabe von 3sat.

Ausstellungen

## Hörspiele
- 1978: Die 25. Stunde – auch Regie (RIAS Berlin)
- 1980: Donald Barthelme: Das Konservatorium – Regie: George Tabori (Hörspiel – HR, NDR, SDR)
- 1983: Sigmunds Freude – auch Regie mit Jörg Jannings (Hörspiel – RIAS Berlin, WDR)
- 1983: Jubiläum; Regie: Jörg Jannings, Produktion: (RIAS Berlin, RB)
- 1986: mit Jörg Jannings: Erste Nacht letzte Nacht (auch Sprecher) Regie: Jörg Jannings (RIAS Berlin, NDR)
- 1990: Masada – Ein Bericht – auch Regie (RIAS Berlin)
- 1990: Gabriel Josipovici: Nachruf auf L. S. (L. S. Männlich) – Regie: Robert Matejka (Hörspiel – RIAS Berlin)
- 1991: Wie man glücklich wird, ohne sich zu verausgaben (auch Sprecher) – Regie: Jörg Jannings (Hörspiel – RIAS Berlin, SWF)

## Auszeichnungen(Auszug)
- 1955: British Academy Film Award, Bestes britisches Drehbuch, für Die jungen Liebenden
- 1976: Deutscher Kritikerpreis
- 1978: Prix Italia – Hörspielpreis des Internationalen Fernseh- und Radiowettbewerbs, Rom
- 1981: Bundesverdienstkreuz
- 1983: Mülheimer Dramatikerpreis
- 1987: Ernst-Hoferichter-Preis
- 1987: Kurd-Laßwitz-Preis
- 1988: Theaterpreis Berlin, Josef Kainz-Medaille der Stadt Wien für herausragende Leistungen auf dem Theater
- 1990: Peter-Weiss-Preis der Stadt Bochum
- 1992: Georg-Büchner-Preis
- 1994: Verdienstkreuz Erster Klasse des Verdienstordens der Bundesrepublik Deutschland
- 1995: Ehrenmedaille der Bundeshauptstadt Wien in Gold
- 1997: Österreichisches Ehrenzeichen für Wissenschaft und Kunst
- 1998: Walter-Hasenclever-Literaturpreis
- 1998: Concordia-Preis
- 2000: Ehrenbürger der Gemeinde Eschede.[36]
- 2000: Goethe-Medaille, Weimar
- 2001: Kasseler Literaturpreis für grotesken Humor
- 2001: Nestroy-Theaterpreis für das Lebenswerk
- 2003: Bruno-Kreisky-Preis für das politische Buch (Sonderpreis für sein publizistisches Gesamtwerk)
- 2003: Jeanette Schocken Preis
- 2005: Silbernes Blatt der Dramatiker-Union
- 2006: Großes Goldenes Ehrenzeichen mit dem Stern für Verdienste um die Republik Österreich
- 2006: Der Faust-Theaterpreis für sein Lebenswerk

## Tabori Preis
Der Fonds Darstellende Künste stiftet den Tabori Preis, die bundesweit höchste Auszeichnung für die Freien Darstellenden Künste. Er wird seit Mai 2010 jährlich an herausragende professionelle frei produzierende Ensembles und Künstler vergeben. Der Hauptpreis ist mit 20.000 Euro dotiert und ehrt „eine kontinuierlich sichtbare Arbeit mit hoher bundesweiter und internationaler Ausstrahlung, die zudem inhaltlich relevant, zuweilen provokant ist und eine ästhetisch innovative Handschrift aufweist“. Die zwei Auszeichnungen in Höhe von jeweils 10.000 Euro werden an Künstler und Gruppen vergeben, „die durch ein einmaliges Upcoming oder durch kontinuierliche Entwicklungen eines experimentellen Formates überzeugt haben“. Der Preis wird jährlich im Rahmen einer Festveranstaltung im Gedenken an die künstlerischen Leistungen von George Tabori verliehen.